# Saint James (Minnesota)
Saint James ist eine Kleinstadt (mit dem Status „City“) und Verwaltungssitz des Watonwan County im US-amerikanischen Bundesstaat Minnesota. Das U.S. Census Bureau hat bei der Volkszählung 2020 eine Einwohnerzahl von 4.793 ermittelt.

## Geografie
Saint James liegt am Saint James Lake im Süden Minnesotas auf 43°58′56″ nördlicher Breite und 94°37′41″ westlicher Länge. Das Stadtgebiet erstreckt sich über eine Fläche von 6,29 km².
Benachbarte Orte von Saint James sind Madelia (21,3 km nordöstlich), Lewisville (22,4 km südöstlich), Ormsby (17,1 km südwestlich), Odin (19,1 km in der gleichen Richtung), Butterfield (15 km westsüdwestlich) und Darfur (24,4 km nordwestlich).
Die nächstgelegenen größeren Städte sind Minneapolis (191 km nordöstlich), Minnesotas Hauptstadt Saint Paul (200 km in der gleichen Richtung), Rochester (199 km östlich), Iowas Hauptstadt Des Moines (355 km südsüdöstlich), Omaha in Nebraska (398 km südsüdwestlich), Sioux Falls in South Dakota (205 km westsüdwestlich) und Fargo in North Dakota (419 km nordwestlich).

## Verkehr
In Saint James treffen die Minnesota State Routes 4, 30 und 60 zusammen. Alle weiteren Straßen innerhalb von Saint James sind untergeordnete Landstraßen, teils unbefestigte Fahrwege oder innerstädtische Verbindungsstraßen.
In Nordost-Südwest-Richtung verläuft eine Eisenbahnlinie der Union Pacific Railroad durch das Stadtgebiet von Saint James.
Mit dem St. James Municipal Airport liegt an der östlichen Stadtgrenze ein kleiner Flugplatz. Der nächste Großflughafen ist der Minneapolis-Saint Paul International Airport (186 km nordöstlich).

## Demografische Daten
Nach der Volkszählung im Jahr 2010 lebten in Saint James 4605 Menschen in 1839 Haushalten. Die Bevölkerungsdichte betrug 732,1 Einwohner pro Quadratkilometer. In den 1839 Haushalten lebten statistisch je 2,47 Personen.
Ethnisch betrachtet setzte sich die Bevölkerung zusammen aus 81,8 Prozent Weißen, 0,7 Prozent Afroamerikanern, 0,9 Prozent amerikanischen Ureinwohnern, 0,8 Prozent Asiaten sowie 14,9 Prozent aus anderen ethnischen Gruppen; 1,1 Prozent stammten von zwei oder mehr Ethnien ab. Unabhängig von der ethnischen Zugehörigkeit waren 31,0 Prozent der Bevölkerung spanischer oder lateinamerikanischer Abstammung.
27,8 Prozent der Bevölkerung waren unter 18 Jahre alt, 54,3 Prozent waren zwischen 18 und 64 und 17,9 Prozent waren 65 Jahre oder älter. 51,3 Prozent der Bevölkerung war weiblich.

Das mittlere jährliche Einkommen eines Haushalts lag bei 45.347 USD. Das Pro-Kopf-Einkommen betrug 23.565 USD. 12,5 Prozent der Einwohner lebten unterhalb der Armutsgrenze.